# Waipio Acres
Waipio Acres är en ort i Honolulu County i Hawaii, USA. Orten är en så kallas census designated place och hade 5 298 invånare vid folkräkningen år 2000, på en yta av 2,7 kvadratkilometer. Waipio Acres utgör en del av Honolulus sammanhängande storstadsområde och är centralt belägen på ön Oahu, ett par mil nordväst om Honolulus centralort.